# Andrei Kobyakov
Andrei Vladimirovich Kobyakov (em bielorrusso:  Андрэй Уладзіміравіч Кабякоў, (Moscou, 21 de novembro de 1960) é um político e diplomata bielorrusso que foi primeiro-ministro do seu país de 27 de dezembro de 2014 a 18 de agosto de 2018. Ele foi vice-primeiro-ministro entre dezembro de 2003 a dezembro de 2010.